# Lewisburg (West Virginia)
Lewisburg is een plaats (city) in de Amerikaanse staat West Virginia, en valt bestuurlijk gezien onder Greenbrier County.

## Demografie
Bij de volkstelling in 2000 werd het aantal inwoners vastgesteld op 3624.
In 2006 is het aantal inwoners door het United States Census Bureau geschat op 3561, een daling van 63 (-1,7%).

## Geografie
Volgens het United States Census Bureau beslaat de plaats een oppervlakte van
9,9 km², geheel bestaande uit land. Lewisburg ligt op ongeveer 523 m boven zeeniveau.

## Plaatsen in de nabije omgeving
De onderstaande figuur toont nabijgelegen plaatsen in een straal van 24 km rond Lewisburg.